# Breutelia yunnanensis
Breutelia yunnanensis là một loài rêu trong họ Bartramiaceae. Loài này được Besch. mô tả khoa học đầu tiên năm 1892.